# ابردین (جورجیا)
ابردین، جورجیا (به انگلیسی: Aberdeen, Georgia) در ایالات متحده آمریکا است که در جورجیا واقع شده‌است.